# Jenny Schecter
Pour les articles homonymes, voir Schecter.
 (juin 2023).
Si vous disposez d'ouvrages ou d'articles de référence ou si vous connaissez des sites web de qualité traitant du thème abordé ici, merci de compléter l'article en donnant les références utiles à sa vérifiabilité et en les liant à la section « Notes et références ».
Jennifer « Jenny » Schecter est un personnage fictif de la série américaine The L Word, joué par Mia Kirshner.
Lorsqu'elle arrive à Los Angeles fraîchement diplômée, Jenny Schecter, jeune femme sexuellement abusée durant son enfance, imagine un avenir simple aux côtés de Tim, l'homme qu'elle croit aimer. Elle rêve de devenir écrivain et d'épouser ce dernier. Seulement Jenny croise Marina qui remet tout en question. Son attirance pour la jeune femme a raison de ses bonnes résolutions et Jenny découvre bientôt qu'elle est amoureuse. Après un mariage express et raté avec Tim, Jenny se pose des questions sur sa sexualité, hésite entre les hommes et les femmes et semble complètement perdue. Avant sa mort à la fin de la série, Jenny avait trouvé le grand amour avec Nikki Stevens. Malheureusement Nikki la trompera avec Shane. Elle tentera de se réconcilier avec Jenny mais cette dernière ayant eu le coeur brisé refusera, ce qui conduira finalement à sa mort.

## Enfance
Originaire du Midwest, Jenny a grandi dans l'Illinois avec sa mère juive mais n'aimait pas son beau-père Warren et voulait partir. Jenny est devenu une autrice de romans à un jeune âge et a fait une maîtrise d'écriture à l'Université de l'Iowa. Elle a remporté un prix littéraire majeur et une de ses nouvelles a été publiée. Jenny se met en couple avec Tim Haspel et s'installe avec lui à Los Angeles pour commencer une nouvelle vie.

## Caractère
Le personnage de Jenny fut inspiré par les expériences de la créatrice de la série Ilene Chaiken. 
Matthew Gilbert du Boston Globe décrit Jenny comme : « triste, confuse, introvertie […] narcissique, secrète, presque gothique dans ses sautes d'humeurs noires, elle est l'incarnation d'une égoïste malheureuse : elle est tellement absorbée par les hauts et les bas de sa propre dépression et le dégoût de soi, elle n'a tout simplement pas l'énergie nécessaire pour regarder vers l'extérieur. Sa misère est son miroir ». 
New York Magazine décrit Jenny comme une femme odieuse et capricieuse, ajoutant qu'elle peut être condescendante. 
Diane Shipley de The Guardian définit Jenny comme une « égocentrique pleurnicharde ». 
Mia Kirshner taxe Jenny de duplicité et Lesbiennes Magazine la définit comme une « narcissique nombriliste ». 

## Abus sexuels
Plusieurs épisodes évoquent le fait que Jenny a été agressée sexuellement dans son enfance. Les événements sont décrits dans une série de flashbacks et de séquences de rêves. Lors d'une interview avec le magazine mensuel The Advocate, Chaiken a commenté le scénario  : « Eh bien, nous savons tous qu'il s'agit de violence sexuelle, mais je n'ai pas voulu être trop explicite à ce sujet, parce que le souvenir de ce traumatisme est confus. Qui sait ce qui est arrivé à Jenny ? Jenny ne se connaît pas nécessairement elle-même ».
Chaiken ne voulait pas non plus présenter Jenny d'une manière explicite, ce qui confirme ce qu'elle a dit  : « Je suis peu encline à représenter le viol en tant que cinéaste, je pense qu'il est vraiment difficile de le faire sans, d'une certaine façon, devenir complices. Même s'il était important d'en parler, je voulais que cela reste vague ». Chaiken a également reconnu que l'ajout de séquences de rêves de Jenny n'étaient pas une réussite, mais a affirmé qu'il était nécessaire de montrer que Jenny se souvenait de ces abus. Heather Hogan de Afterellen a critiqué le scénario parce qu'il ne contenait pas de conclusion claire, ce qui pouvait amener à penser que tout cela s'était passé dans l'imagination de Jenny.

## Transformation
Jenny n'a pas été appréciée par les téléspectateurs de la toute première saison. Cela a incité Chaiken à mettre en œuvre une série de changements pour rendre Jenny plus sympathique. Chaiken défend le personnage de Jenny : « Je sais ce qu'on pense de Jenny. J'adore le personnage et j'apprécie le fait qu'elle déchaîne tant de passions… Je sais qu'il y a beaucoup de gens qui ne peuvent tout simplement pas la supporter et c'est pourquoi il est si important d'avoir autant de personnages différents ». Kirshner, quant à elle, dit : « Jenny est un personnage très controversé, je pense que la plupart des gens pensent qu'elle laisse à désirer ». 
Au cours de la saison 2, Jenny se fait couper les cheveux et devient la meilleure amie de Shane McCutcheon. AfterEllen.com a déclaré que ce changement de coiffure avait été un moment décisif dans son développement personnel, en tant que symbole de sa rupture avec sa vie antérieure. 
Au sujet de la saison 3, Chaiken a déclaré : « Jenny sera plus sympathique et accessible au public qu'elle ne l'a jamais été. La voilà en convalescence ». 
En 2009, Chaiken ne comprenait toujours pas la mauvaise réception de Jenny. Elle dit : « Les gens disent de ce personnage qu'il est manipulateur, égocentrique, fauteur de troubles et qu'il a mis d'autres personnes au service de sa propre névrose. Je pense que les gens réagissent ainsi parce que Jenny est en totale rupture avec les normes de la plupart des gens ».
À propos des changements de son personnage après la saison 5, Kirshner a déclaré : « Elle ne saura jamais être normale ; c'est là sa manière d'être ».

## Saison 1
Jenny arrive à Los Angeles pour s'installer avec son petit ami Tim. À sa première nuit à Los Angeles, Jenny se rend à une fête chez ses voisines Tina Kennard et Bette Porter, où elle rencontre Marina Ferrer. Après que Marina l'a embrassée dans les toilettes, Jenny est déconcertée par ce baiser, au point de coucher avec Tim pour être certaine de ses sentiments. Toutefois, elle est complètement sous le charme de Marina et finit par coucher avec elle après avoir dit à Tim qu'elle allait dîner avec Marina. Elles commencent alors une liaison qui pousse Jenny à lutter contre ses sentiments et à remettre sa sexualité en question. Lorsque Tim découvre cette relation, leur couple vit une intense période de crise. Ils se marient dans la précipitation, mais Tim finit par abandonner Jenny dans leur chambre d'hôtel à l'insu de celle-ci. Quand Jenny revient en ville, Tim ne veut plus la voir. Elle tombe donc dans les bras de Marina et reprend brièvement une liaison avec elle, jusqu'à ce que Jenny apprenne que Marina est déjà en couple avec Francesca Wolff, une designer qui travaille souvent en dehors des États-Unis. Furieuse, elle quitte Marina et convainc Tim de la laisser habiter temporairement dans son studio chez lui. Peu de temps après, Alice, Tina, Shane et Dana l'invitent au Dinah Shore. Là-bas, Jenny rencontre Robin Allenwood. Alors qu'elle et Tim sont en cours de divorce, Jenny commence à remettre sa bisexualité en question en fréquentant non seulement Robin mais aussi Gene, un jeune homme qu'elle rencontre dans un aquarium public. À la fin de la saison, alors que Marina annonce qu'elle a rompu avec Francesca et qu'elle l'aime, Jenny choisit Robin et Gene.

## Saison 2
Dans cette deuxième saison, Tim décide de déménager dans l'Ohio. Jenny apprend également la tentative de suicide de Marina et son départ pour l'Italie. Après avoir rompu avec Gene et Robin, Jenny cherche des colocataires étant donné qu'elle n'a pas assez d'argent pour payer seule le loyer de l'ancienne maison de Tim. Shane McCutcheon lui demande alors si elle peut emménager et Jenny accepte. Elles deviendront par la suite très proches mais garderont seulement des relations amicales. À la recherche d'un autre colocataire, elles choisissent Mark Wayland, qui est très sympathique mais elles découvrent à la fin de la saison qu'il a installé des caméras dans la maison afin de faire un reportage sur les lesbiennes. Entre-temps, Jenny commence également une relation avec Carmen de la Pica Morales, une DJ qui auparavant sortait avec Shane. Bien que Jenny soit réellement amoureuse de Carmen, cette dernière ne sort avec elle que pour se rapprocher de Shane et elles rompent quand Jenny l'apprend à cause de Mark. Dans cette saison, elle commence à avoir des flashbacks de son enfance, au cours de laquelle elle a subi des abus sexuels. Elle commence à écrire un livre et prend des cours d'écriture à l'université afin d'améliorer ses compétences d'écrivaine. Son professeur accuse Jenny d'être incapable de produire des fictions et de toujours raconter sa propre vie. Jenny va par la suite trouver de l'inspiration auprès de Burr Connor, un acteur célèbre, qui lui fera son coming-out en tant qu'homosexuel. À la suite de sa rupture avec Carmen et de la trahison de Mark, Jenny devient dépressive et à la fin de cette saison, elle se mutile en se coupant les veines avec des lames de rasoir.

## Saison 3
Dans la troisième saison, Jenny est un peu moins présente car cette saison met en vedette sa nouvelle copine Moira Sweeney, qu'elle rencontre lorsqu'elle est envoyée dans une clinique dans l'Illinois. Elles commencent une relation et décident de rentrer à Los Angeles. Ayant toujours été butch et androgyne, Moira découvre à Los Angeles qu'elle est transgenre, commence une transition pour devenir un homme et fait appeler Max. Avec le soutien de Jenny, Max commence à s'injecter de la testostérone. Subissant les effets secondaires de ses injections, il devient irritable, voire violent envers Jenny. Elle écrit alors une histoire de nature autobiographique, mettant en scène tout son entourage, pour The New Yorker. Plus tard, elle retrouve Tim, de passage à Los Angeles, marié et futur père, qui réagit mal face à la transidentité de Max. À la fin de la saison, lorsque la bande est au Canada pour le mariage de Shane et Carmen, Jenny rencontre Claude Mondrian, une française, avec qui elle commence une liaison malgré sa relation avec Max.

## Saison 4
Dans la quatrième saison, Jenny décide de rompre avec Max, ne voulant plus sortir avec des hommes. Jenny entretient toujours une liaison avec Claude, qui la suit même à Los Angeles. Jenny voit également revenir Marina, son premier amour lesbien. Elle découvre qu'elle n'a plus de sentiments pour Marina lorsqu'elle refuse de faire un plan à trois avec Claude et Marina, ce qui mettra fin à sa courte liaison avec Claude. Jenny dévoile une fois de plus son caractère déséquilibré lorsqu'elle adopte un chien pour séduire une vétérinaire qui n'est autre que la petite amie de la chroniqueuse qui a écrit une mauvaise critique au sujet de son histoire après l'avoir interviewée. Elle tente de ruiner leur couple, mais elle est démasquée in extremis. Prise de culpabilité, Jenny va adopter un spitz nain qu'elle appelle Sounder, en hommage au chien qui est mort par sa faute. Plus tard, l'histoire qu'a écrite Jenny pour The New Yorker est adapté en film intitulé Lez Girls, dont la productrice est Tina. Les deux femmes choisissent Kate Arden comme réalisatrice du film, mais à la fin de la saison, Kate va renvoyer Jenny à cause de son attitude capricieuse.

## Saison 5
Dans la cinquième saison, Jenny est engagée en tant que réalisatrice du film Lez Girls. Elle engage Adele Channing, une de ses fans inconditionnelles rencontrée presque par hasard, en tant qu'assistante personnelle. Jenny se met alors en couple avec la plus grande star de son film, Nikki Stevens. Pendant une nuit au camping, Jenny et Nikki réalisent une sextape privée, mais Adèle dérobe la bande et en fait de nombreuses copies, or les agents de Nikki veulent que celle-ci "reste dans le placard" pour le bien de sa carrière. Adele fait ensuite du chantage à Jenny : si elle ne lui laisse pas sa place, elle enverra les cassettes à la presse. Jenny cède à ce chantage, demande à Nikki de la rejoindre, mais elle refuse. Plus tard, Shane aura une furtive aventure avec Nikki, laissant Jenny le cœur brisé. À la fin de la saison, Jenny veut se réconcilier avec Nikki. Malheureusement, elle surprend Shane en train de faire l’amour avec elle, la laissant le cœur brisé.

## Saison 6
Le début du premier épisode nous apprend que Jenny est morte. La série revient donc en arrière, quelques semaines avant l'événement, par un long flashback parsemé de morceaux d'interrogatoires où les amies de Jenny rapportent leur point de vue. Au début de la saison, Jenny refuse de pardonner à Shane d'avoir eu une aventure avec Nikki, puis lui avoue contre toute attente qu'elle a des sentiments pour elle. Elles se remettent ensemble, malheureusement temporairement. Jenny et Shane se mettent en couple, espérant d'abord que les autres ne l'apprennent pas, mais la nouvelle se répand vite. Jenny passe les derniers jours de sa vie à réaliser un film-souvenir en l'honneur de Bette et Tina qui quittent Los Angeles pour New York. Dans ce film, des amis passés et présents racontent leurs meilleurs moments passés ensemble. Pendant la soirée d'adieu à Bette et Tina, Jenny est retrouvée morte dans leur piscine. Impossible de savoir s'il s'agit d'un suicide ou d'un meurtre, et dans ce dernier cas, qui pourrait en être l'auteur. Presque toutes les amies de Jenny avaient en effet quelque chose à lui reprocher  :
- Shane venait de découvrir que Jenny avait fait en sorte de l'éloigner de Molly, son ex, en cachant la lettre que celle-ci lui avait écrite.
- Tina venait de découvrir que Jenny avait volé le négatif du film Lez Girls pour le cacher dans son grenier. La disparition de ce négatif l'avait mise en grande difficulté auprès des producteurs.
- Helena lui en voulait d'être intervenue dans sa relation avec Dylan, rendant leur réconciliation difficile.
- Bette en avait assez qu'elle se mêle de sa vie privée et l'accuse à tort d'avoir trompé Tina avec sa collègue, pseudo-sextape à l'appui.
- Alice lui en voulait d'avoir volé son idée de scénario.
- Max avait du mal à supporter ses sous-entendus et ses tentatives de culpabilisation.

## The L Word, génération Q
Dans la nouvelle série The L Word, génération Q, (10 ans plus tard), Bette évoque le "suicide" de Jenny auprès de Dani Núñez. Et bien qu'aucun des personnages principaux n'ait été incarcérés par la police au sujet de la mort de Jenny, cela ne les exclus pas pour autant d’une potentielle implication. Alors meurtre ou suicide ? Le doute plane toujours.

## Apparition du personnage par épisode
| Jenny Schecter | Jenny Schecter | Jenny Schecter | Jenny Schecter | Jenny Schecter | Jenny Schecter | Jenny Schecter | Jenny Schecter | Jenny Schecter | Jenny Schecter | Jenny Schecter | Jenny Schecter | Jenny Schecter |
| Saison 1       | Saison 1       | Saison 1       | Saison 1       | Saison 1       | Saison 1       | Saison 1       | Saison 1       | Saison 1       | Saison 1       | Saison 1       | Saison 1       | Saison 1       |
| -------------- | -------------- | -------------- | -------------- | -------------- | -------------- | -------------- | -------------- | -------------- | -------------- | -------------- | -------------- | -------------- |
| 01             | 02             | 03             | 04             | 05             | 06             | 07             | 08             | 09             | 10             | 11             | 12             | 13             |
| Oui            | Oui            | Oui            | Oui            | Oui            | Oui            | Oui            | Oui            | Oui            | Oui            | Oui            | Oui            | Oui            |
| Saison 2       |                |                |                |                |                |                |                |                |                |                |                |                |
| 01             | 02             | 03             | 04             | 05             | 06             | 07             | 08             | 09             | 10             | 11             | 12             | 13             |
| Oui            | Oui            | Oui            | Oui            | Oui            | Oui            | Oui            | Oui            | Oui            | Oui            | Oui            | Oui            | Oui            |
| Saison 3       |                |                |                |                |                |                |                |                |                |                |                |                |
| 01             | 02             | 03             | 04             | 05             | 06             | 07             | 08             | 09             | 10             | 11             | 12             |                |
| Oui            | Oui            | Oui            | Oui            | Oui            | Oui            | Oui            | Oui            | Oui            | Oui            | Oui            | Oui            |                |
| Saison 4       |                |                |                |                |                |                |                |                |                |                |                |                |
| 01             | 02             | 03             | 04             | 05             | 06             | 07             | 08             | 09             | 10             | 11             | 12             |                |
| Oui            | Oui            | Oui            | Oui            | Oui            | Oui            | Oui            | Oui            | Oui            | Oui            | Oui            | Oui            |                |
| Saison 5       |                |                |                |                |                |                |                |                |                |                |                |                |
| 01             | 02             | 03             | 04             | 05             | 06             | 07             | 08             | 09             | 10             | 11             | 12             |                |
| Oui            | Oui            | Oui            | Oui            | Oui            | Oui            | Oui            | Oui            | Oui            | Oui            | Oui            | Oui            |                |
| Saison 6       |                |                |                |                |                |                |                |                |                |                |                |                |
| 01             | 02             | 03             | 04             | 05             | 06             | 07             | 08             |                |                |                |                |                |
| Oui            | Oui            | Oui            | Oui            | Oui            | Oui            | Oui            | Oui            |                |                |                |                |                |